# 1969年エールフランス212便墜落事故
1969年エールフランス212便墜落事故（1969ねんエールフランス212びんついらくじこ）は、1969年12月3日に発生した航空事故である。シモン・ボリバル国際空港からポワンタピートル国際空港へと向かっていたエールフランス212便（ボーイング707-328B）が離陸直後に墜落し、乗員乗客62人全員が死亡した。

## 事故機
事故機のボーイング707-328B（F-BHSZ）は製造番号18459として製造され、1963年に初飛行した。エンジンはプラット・アンド・ホイットニー JT3D-3Bを搭載していた。

## 事故の経緯
212便はアルトゥーロ・メリノ・ベニテス国際空港から4つの空港を経由してパリ＝オルリー空港へと向かう便であった。
212便は現地時間19時02分にベネズエラのシモン・ボリバル国際空港の滑走路08Rから離陸した。その1分後、212便は高度約3,000フィート（910m）まで上昇してから海へと墜落し、機体は水深160フィートの海中へと沈んだ。この事故で乗員乗客62人全員が死亡した。

## 事故原因
フランス航空事故調査局（BEA）が事故調査報告書を公表しなかったため事故原因は不明のままである。BEAの調査に関する文書はフランス国立公文書館において19880360/49と19880360/50として分類されており、事故から60年後の2029年まで公開されない予定であった。しかし2017年7月、複数のパイロット組合ALTER、SNGAF、SNOMAC、SNPL エールフランス（ALPA、SNPNC、SPAF、UNAC、PNC UNSA）が文書の早期公開を要求した。
212便の墜落に関しては、事故当時近くにいたアブロ 748との衝突を避けようとしたことによる操縦不能や爆弾による爆破、空間識失調、機内火災、エンジンの故障、燃料への異物混入など様々な陰謀説が唱えられている。BEAとパリ警察によって「軍事機密」に分類された文書は機内における爆発物の爆発の可能性を調査するものであったと推定されている。もしこれらのいずれかが確認されれば、212便の墜落事故はフランスの民間航空に対する初のテロ行為となる。